# Zhang Yanquan
Zhang Yanquan (kinesiska: 张雁全, pinyin: Zhāng Yàn Quán), född 13 juni 1994 i Chaozhou, Guangdong, Kina är en kinesisk simhoppare.